# 肉桂酸
肉桂酸（英語：Cinnamic acid，IUPAC名：(E)-3-苯基-2-丙烯酸），分子式為C6H5CH=CHCOOH。是微溶於水的白色結晶化合物。歸類為不飽和羧酸，它天然存在於許多植物。它易溶於許多有機溶劑。它同時存在順式和反式異構體，雖然後者是較常見。

## 存在和生产

### 生物合成
肉桂酸是包括lignol（木质素和木质纤维素的前体）、黄酮类化合物、异黄酮类、香豆素、噢哢、芪类化合物、儿茶素和苯丙烯类在内的无数天然产物生物合成的核心中间体。它的生物合成涉及苯丙氨酸氨裂合酶 (PAL) 作用苯丙氨酸。

### 自然來源
它是從肉桂油，或香脂如苏合香树中獲得。它還在乳木果油中發現。肉桂酸具有蜜樣氣味，及其挥发性更强的乙酯（肉桂酸乙酯）是肉桂精油中的风味成分，其中相关的肉桂醛是主要成分。

### 制备
肉桂酸最早是通过乙酰氯和苯甲醛的碱催化缩合合成，然后水解产生的酰氯。1890年，Rainer Ludwig Claisen描述了通过乙酸乙酯与苯甲醛在钠作为碱的存在下反应，形成肉桂酸乙酯。另一种制备肉桂酸的方法是通过克脑文盖尔缩合反应。在弱碱存在下，反应物是苯甲醛和丙二酸，然后酸催化脱羧而成。它也可通过肉桂醛的氧化、二氯化苄和乙酸钠的缩合（随后酸水解）和珀金反应制备。最早的商业肉桂酸制备途径涉及珀金反应，反应见下：

通过珀金反应制备肉桂酸

## 代谢
肉桂酸是由肉桂醛自氧化而成的，然后在肝脏中代谢成苯甲酸钠。

## 用途
肉桂酸是用在香料劑，合成靛藍，和某些藥物上。肉桂酸的一個主要用途是制造用於香水業的肉桂酸甲酯、肉桂酸乙酯和肉桂酸苄酯。肉桂酸是甜味劑阿斯巴甜的前體，經由酶催化的胺化至苯丙氨酸。